# Mosterberget
Mosterberget är ett naturreservat i Luleå kommun i Norrbottens län.
Området är naturskyddat sedan 2016 och är 0,7 kvadratkilometer stort. Reservatet omfattar Östra Mosterberget och en liten våtmark nedanför. Reservatet består av tallskog.